# けずり武士
『けずり武士』（けずりぶし）は、湯浅ヒトシによる日本の漫画作品。双葉社発行の『漫画アクション』2010年8月3日号から2012年4月3日号まで連載されていた。
前作『耳かきお蝶』に続き、江戸時代（幕末）を舞台にした作品。不定期連載を経て、2011年8月2日号より隔号（月イチ）連載となる。基本的には勧善懲悪のチャンバラ活劇だが、江戸時代の食文化や食料事情についてテキストで丁寧な解説がなされる等、グルメ・うんちく漫画としての側面も備えている。

## あらすじ
剣の腕に秀でた信州出身の素浪人・荒場城一膳は、謎の「御大様」に雇われ、食べるため・生きるために、江戸の町に蔓延る悪党を密かに退治する。悪人とはいえ、人を斬れば身も心もすり減る。そしてすり減った分は食べることで補う…という毎日。そんな日々に疑問を抱きつつも、口上手なお由麻に乗せられ、今日も一膳は仕事に励む。

## 登場人物
荒場城 一膳（あらばき いちぜん）
主人公。岡場所の屋根裏部屋に住む貧乏侍。剣の達人で、お由麻にその腕を見込まれ、正体不明の「御大様」の命の下、法で裁けぬ悪人を始末する闇稼業を請け負う。仕事の後は、人斬りで傷ついた心身を癒すためにひたすら食べる。が、無報酬で働かされることが多く、日々空腹と戦っている。元は信州・諏訪家高鳥藩の足軽組に所属する部屋住みで、無為に日々を過ごしていたが、天本祐之助との出会いによって自身の生き方について深く考えるようになり、後に天本と共に脱藩する。その後、紆余曲折を経て、内藤新宿の口入れ屋でお由麻を紹介される。名字の由来は、古代の東北地方の住民であった蝦夷の土俗神、もしくは、古代の東北地方に住んでいた民族名の1つともいわれる「荒吐」。
お由麻（おゆま）
一膳に悪人退治の様々な仕事を依頼する、自称「御大様の取次役」。奔放で勝気な性格をしており、身なりは町娘風だが、高貴な家柄の出と思わせる発言もあるなど、素性不明の謎多き女。仕事の報酬を要求する一膳を言葉巧みにはぐらかし、腕前の確認と称して一膳を騙して稼いだ金を、そのまま双葉屋への代金に充てるなど、したたかな面もある。その正体は水戸藩第9代藩主徳川斉昭の実子で、一膳への依頼も、お由麻自身が行っていた。母親の死の遠因となった武家社会を憎んでおり、斉昭の許しと援助を得て、市井での生活を営むと同時に闇稼業を行うようになる。
お婉（おえん）
一膳が度々通う、一膳めし屋「双葉屋」で働く女中。美人で気立ての良い看板娘で、お婉目当ての常連客からは「メシ小町」と呼ばれている。手持ちの少ない一膳に掛売りで食事を提供したり、一膳の住まいまで食事を届けようとしたりするなど、一膳のことをかなり気にかけている。
盛吉（せいきち）
お由麻に付き従う下僕で、力自慢の大男。言葉は話さず「ウオッ」「ウガッ」等の奇声のみで会話をする。一膳と共に悪人退治に乗り込む際には、金砕棒を武器に戦う。
天本 祐之助（あまもと ゆうのすけ）
家中剣術試合にて一膳を破った剣客で、流派は三和無敵流。郡方役人だが、一膳とは身分と立場を越えた友情を育む。藩の改革と領民の安泰を願う高い志を持っていたが、かつて父親を陥れた城代家老・門脇氏教の命によって謀殺されそうになったことに逆上した天本は、門脇を誅殺した後、一膳の助けを借りて妻のお絹と共に脱藩。その後、江戸にて一膳と再会するものの、天本はお絹の薬代を稼ぐため、金目当ての辻斬りに身をやつし、最期は半ば自害のような形で一膳に斬られた後、お絹と共に果てる。
お絹（おきぬ）
天本の妻。謀殺されかかった天本を身を挺して救った際、背中を切られて不随の身となり、責任を感じた天本に妻として娶られる。痛み止めとして処方された薬に阿片の原料となるケシの実が含まれていたため、中毒となる。
おトキ
岡場所の廓主で、一膳が住む屋根裏部屋の大家。元は直参・長谷川家の出で、お由麻とは遠縁にあたる。お由麻から自身の正体を一膳に告げる役目を託される。

## 単行本
- 湯浅ヒトシ 『けずり武士』双葉社〈アクションコミックス〉、全2巻
  1. 第1巻 2011年8月27日発売 ISBN 978-4-575-83953-1
  2. 第2巻 2012年5月28日発売 ISBN 978-4-575-84078-0